# Arvid Andersson (atlet)
För andra betydelser, se Arvid Andersson.
Arvid Andersson (eller "Starke Arvid") född den 21 november 1873 i Västermo, död den 31 juli 1954, var en svensk atlet med internationell karriär. Han var en pionjär inom svensk kraftsport.

## Biografi
Arvid Anderssons styrka uppmärksammades i Eskilstuna-Kuriren när han arbetade på ett bygge i Arboga och bar tegelstensbördor som var betydligt större än de övrigas. När Andersson var 17 år började han vid Finnboda varv och det var här han blev intresserad av tyngdlyftning .
1893 blev Andersson medlem i Stockholms Atletförening, och han och blev snart professionell atlet med smeknamnet "Starke Arvid". Han uppträdde vid cirkus och på varietéer där han demonstrerade sin styrka genom att lyfta tunga föremål som pianon, bilar med mera.
1896 satte han sitt första informella världsrekord på Mosebacke i Stockholm, med 152 ½ kg. 1906 i Paris satte han nytt världsrekord med 150 kg enligt grekiska regler i två moment då stången inte får vidröra kroppen. I USA satte Andersson ett informellt världsrekord med stöt på 168,5 kg med bägge armar (med frivändning).
1900 började Andersson brottas. 1906 blev han tvåa vid brottnings-VM för proffs i Sankt Petersburg i Ryssland. Han tog året därpå brons vid mästerskapen som även då gick i Sankt Petersburg.
Efter åren som turnerande atlet flyttade han så småningom tillbaka till Sverige, där han öppnade ett kafé i Stockholm. Han deltog dock i kraftuppvisningar ända upp till 60 års ålder.

## Självbiografi
- Starke Arvids minnen (1924)[2]